# Xã Harrison, Quận Union, Arkansas
Xã Harrison (tiếng Anh: Harrison Township) là một xã thuộc quận Union, tiểu bang Arkansas, Hoa Kỳ. Năm 2010, dân số của xã này là 655 người.